# Civrac-de-Blaye
Civrac-de-Blaye es una población y comuna francesa, situada en la región de Aquitania, departamento de Gironda.

## Demografía
| 322 | 413 | 382 | 526 | 603 | 668 |
| Para los censos de 1962 a 1999 la población legal corresponde a la población sin duplicidades (Fuente: INSEE [Consultar]) |     |     |     |     |     |